# 1206

## Родени
- Бела IV, крал на Унгария